# Wikingerschiffbau

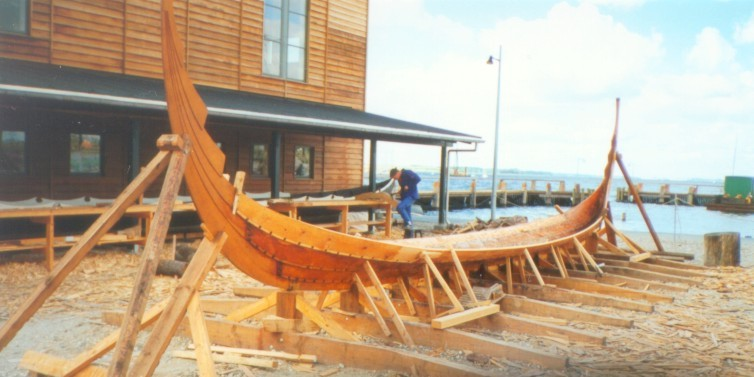
Nachbau im Wikingerschiffsmuseum Roskilde

Der Wikingerschiffbau ist durch Quellen belegt und auch archäologisch gut dokumentiert. Funde wie das Gokstad-Schiff, das Tuneschiff, das Oseberg-Schiff und der Schiffsfriedhof von Skuldelev geben Aufschluss, wie damalige Schiffe vermutlich aussahen und wie ihr Bauprinzip war. Der Bau von Segelschiffen ab dem 6.–8. Jahrhundert n. Chr. gilt als Höhepunkt der Geschichte des Wikingerschiffbaus. In Island und auf den Färöern wurden keine solchen Schiffe gebaut, Reparaturen konnten dort aber ausgeführt werden.

## Schriftliche Quellen zum Schiffbau
Wikingerschiffe wurden entweder unter freiem Himmel oder unter einem Schirmdach („hróf“) gebaut. Die Kriegsschiffe wurden nach der Vollendung sofort geteert und zum Trocknen in einen Schuppen (Naust) gebracht. Man hatte, um unter dem Schiff arbeiten zu können, ein Balkengerüst. In der Heimskringla berichtet Snorri Sturluson, dass er noch das Gerüst gesehen hat, auf dem Ormurin langi, das Langschiff von König Olav Tryggvason gebaut worden sei.
Nach dem Gulathingslov 306, dem Landslov III, 2 und dem Bylov III, 2 waren die Zuständigkeiten im Schiffbau aufgeteilt.
Einen gewissen Aufschluss über den Bau und die Arbeitsteilung gibt das Gulathingslov:

„§ 306: Nun wird das Schiff vom Alter heimgesucht, und sie sollen ein anderes bauen. Da sollen sie es dort bauen, wo sie es gebaut haben wollen, und weder Acker noch Wiese beschädigen. Nun soll des Königs Land dazu genommen werden, wenn es vorhanden ist. Ist es nun nicht vorhanden, so soll man eine Stelle in der Mark eines jeden nehmen, der dazu bereit ist. Und wenn man mehrere Schiffe bauen soll, da soll man nicht die Mark eines (einzigen) Mannes beschädigen. Nun verteilen sie den Baubedarf untereinander. Die, welche erlosen, den Kiel oder die Steven zu stellen, die mittlere Beplankung oder die Stevenplanken, sie bezahlen eine Mark, wenn eines fehlt. Oberbordstück am Vordersteven und das zugehörige Spant, für jedes Holz, das da fehlt, da soll man büßen mit drei Öre und das Holz heranschaffen, auch wenn es später sei. Drei Öre sind festgesetzt für jedes Innenholz, das quer über das Schiff geht. Ein Öre für jeden Balken, doch auch ein Öre, wenn nur eine Klaue fehlt. Drei Öre für den Mast und ebenso für die Ra und ebenso für alle Langhölzer, wenn sie im Innern des Schiffes liegen. Nun soll es einen Öre gelten für jede Bordplanke, die man haben muss, doch auch einen Öre, wenn nur eine Elle fehlt.; und man soll das Stück liefern, wenn es auch später sei. Ein Öre für jeden Nagel und Beschlagknopf. Ein Öre für jeden Eimer Teer. Ein Öre für jede Plankenabdichtung („siðrauðr“, nach Fritzner nur an dieser Stelle verwendet und nicht bekannt) und auch ein Öre, wenn nur eine Elle fehlt. Ein Öre für jede (nicht gelieferte) Mahlzeit (der Bauleute). Ein Öre für jeden Pfennig, den die Bauleute verdienen sollen. Nun soll man alle Schiffbauer anfordern, die innerhalb des Viertels sind, bis es genug sind. Jeder Stevenbauer ist straffällig mit sechs Mark, wenn er sich dem entzieht, die Arbeit zu übernehmen. Nun haben sie den Kiel auf das Gebälk der Unterlage gelegt und den Bau begonnen. Wenn da einer von ihnen fortläuft von dem Bau: Läuft ein Stevenbauer oder ein Bordbauer davon, da ist der Stevenbauer oder der Bordbauer friedlos, weil er dem König die Landesverteidigung schädigt. Nun sollen die Bauleute ihr Geld verdienen: Der Stevenbauer zwei Öre zu sechs Ellen an den Werktagen zwischen den Sonntagen und der Bordbauer 1 Öre. ...“

Aufschlussreich ist nach § 301:

„Nun löst man das Schiff von den Landfesten und ein Mann nimmt seine Halbbank nicht ein, da soll man seinen Riemen aufrichten und eine Buße von drei Mark ihm zu Handen feststellen. Eine Witwe soll ihren Anteil des Proviants und alle Ausrüstung zum Schiff bringen und dem Schiffsführer anbieten, wenn sie keinen Mann für sich an der Riemenschlinge hat. Nun sind sie nicht startklar, wenn auf einem Zwanzigsitzer (vierzig Ruderer) fünf Plätze oder mehr unbesetzt sind. Nun soll der Landherr oder Amtswalter, der das Landesachtel zu betreuen hat, die fünf Riemenschlingen besetzen und nicht weniger. Nun sollen sie ihre Mannschaft anderen Schiffen anbieten, wenn sie nicht seeklar werden. Wenn diese sie nicht übernehmen, da sind sie straffrei, wenn sie zu Hause bleiben, und sie sollen dann den Proviant dem Amtswalter übergeben, für den König aufzubewahren. Wenn sie heimkommen und Anspruch auf Mannschaftsgestellung erheben und sie nicht bekommen, da sollen sie vom Kiel abschlagen und ihr Schiff verkürzen, wie sie Mannschaft dafür haben. Aber sie dürfen es nicht kürzer machen, als dass man es noch nach den Ruderbänken benennen kann. Wenn es weniger sind, als dass sie einen Dreizehnsitzer bemannen können, da sollen die auf das Thing fahren und sich zur Aufrechnung anbieten mit anderen Männern. ...“

Aus diesen Vorschriften lässt sich entnehmen, dass es offenbar für bestimmte Baumaßnahmen Spezialisten gab, auf die man nicht verzichten konnte, wie die Strafandrohung bei Verweigerung zeigt. Weiterhin konnte ohne Gefahr für die Stabilität des Schiffes der Rumpf nachträglich verkürzt werden. Schiffe für den Kampfeinsatz durften nicht kürzer als 13 Ruderbänke sein. Aus der Zahl der fünf fehlenden Ruderer kann nichts über die Gesamtzahl geschlossen werden; denn auch bei doppelter Besetzung zur Ablösung führte das Fehlen der Ablösung für fünf Ruderer dazu, dass das Schiff nicht auslaufen konnte.
Die Schiffbauer (skipasmiðir) waren in stafnasmiðr (Kielbauer) und filungar (für die Schiffswandung) eingeteilt, und bei großen Drachenschiffen wurde noch ein höfuðsmiðr (Bauleiter) eingesetzt. Der stafnasmiðr bekam doppelt so viel wie die filungar. Außerdem werden bei der Beschreibung des Baus des Ormurin langi weitere Helfer erwähnt, die aber offenbar nicht alle Handwerker waren, sondern zum Teil nur Zulieferer: Solche, die den Stamm für den Kiel lieferten, solche die Hölzer bearbeiteten (Zimmerleute), einige schmiedeten Nägel, wieder andere schafften das Bauholz herbei.

## Konstruktion
Man arbeitete ohne Säge, nur mit Äxten und Beilen, Dechsel, Zieheisen und Löffelbohrer, Hammer und Amboss, Zange, Feile und Hobel: Als Baumaterial wurden vornehmlich Eiche und Kiefer verwendet. Die Stämme wurden in frischem Zustand radial gespalten. Dabei halbierte man sie so lange, bis man viele dünne und dennoch stabile Bretter von gleicher Länge mit keilförmigem Querschnitt erhielt. Diese Bretter wurden dann mit einer Bartaxt geglättet und in die richtige Form gehauen. Aus einem Stamm von 1 m Durchmesser ließen sich auf diese Weise 16 Planken von je 25 cm Breite herstellen, in Skuldelev sogar 30 Planken. Dieses Verfahren sorgte dafür, dass sich die in Wuchsrichtung gearbeiteten Planken nicht so schnell verzogen oder splitterten. Für die gebogenen Teile wie Bodenwrangen oder Bitenkniee wurden passend gekrümmte Äste ausgewählt.

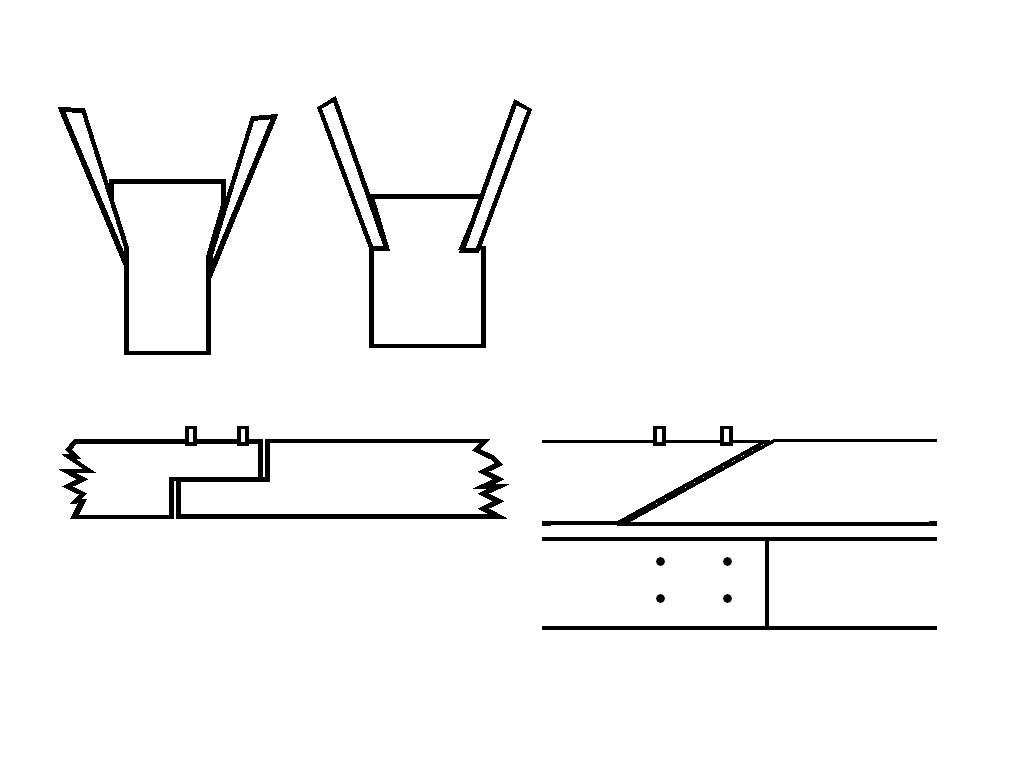
Kiel mit der angesetzten untersten Planke. Zwei Arten der Ausführung; darunter: Verbindung zwischen Kiel und Steven. Zeichnung Bickel

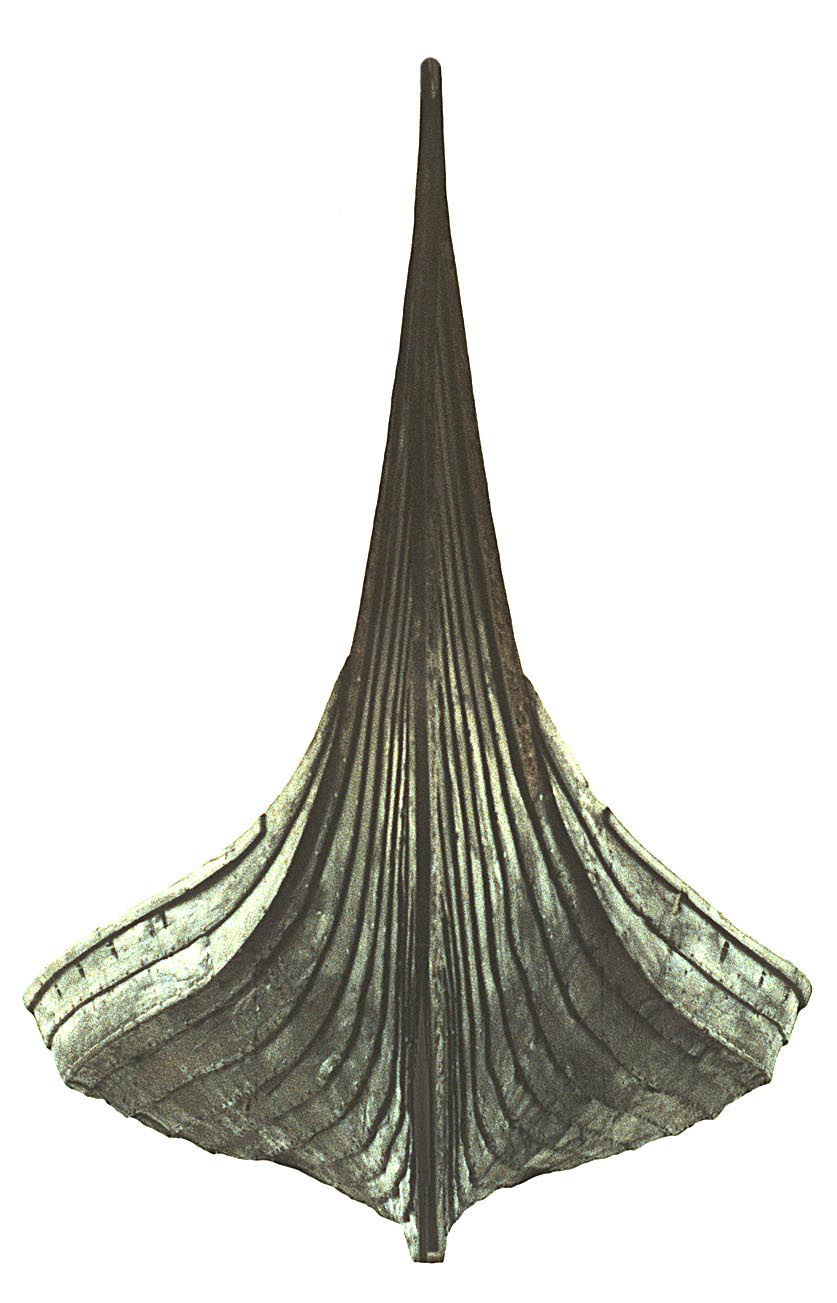
Wikingerschiff (Vorderansicht).

Dies trifft auf jeden Fall für den Kiel zu. Noch 1263 wurde ein Schiff vollständig aus Eiche hergestellt. Dichterische Umschreibungen für „Schiff“ sprechen auch von Föhrenholz, Lindenholz, Buchenholz, Birkenholz, Bergahorn und Eschenholz. Das bedeutet aber nicht, dass das ganze Schiff aus dem gleichen Holz gebaut wurde. Unter Wasser konnte anderes Holz verwendet werden als oberhalb der Wasserlinie oder im Schiffsinneren.
Beim eigentlichen Bau des Schiffes wurde mit der Außenhaut des Schiffes begonnen, bevor das innere Gerüst eingebaut wurde. Diese Bauweise nennt man Schalenbau. Zuerst wurde der Kiel aus einem besonders langen Eichenstamm gefertigt und mit den beiden geschwungenen Steven durch Eisennieten verbunden. Diese Konstruktion wurde mithilfe von Stämmen in eine stehende Position gebracht. Die Steven waren sehr hoch und oft mit Schnitzereien versehen. Die Steven waren so wertvoll, dass sie oft von einem alten Schiff auf ein neues übernommen wurden. Oft war der Steven aus mehreren Stücken zusammengesetzt, dem unteren Teil „undirhlutr“, den darauf sitzenden Teil „barð“, der bis über die Wasserlinie reichte, und darauf das Topstück „stál“, auf dem der Stevenkopf (z. B. Drachenkopf) ruhte.
In der zweiten Phase wurden die ersten Plankengänge angebracht. Wichtigstes Charakteristikum der wikingischen Bauweise ist der sogenannte Klinkerbau. Dabei wurden die einzelnen Plankengänge sich gegenseitig überlappend angebracht, vergleichbar mit Dachziegeln. Die jeweiligen Planken wurden dabei im wikingischen Skandinavien vornehmlich mithilfe von Eisennieten verbunden. Diese wurden durch die Planken geschlagen, auf der anderen Seite mit einer Unterlegscheibe versehen und darüber plattgehämmert. Die Kalfaterung, also die Abdichtung der Zwischenräume, bestand dabei aus geteertem Tierhaar. Neben dieser Hauptform war z. B. im südlichen Baltikum und in England auch eine Beplankung mit Holznägeln und Moos bekannt. So wurde Plankengang für Plankengang übereinander gesetzt und miteinander verbunden. Die Planken wurden auf zwei Arten am Kiel befestigt. Vorn und hinten wurden sie wie auf dem oberen Bild rechts befestigt, in der Mitte wie auf dem Bild links. Die Planken waren allgemein sehr dünn gefertigt, mit der dicksten Planke an der Wasserlinie. Bei diesem Vorgang konnten Steine als Gewichte und Klammern an den kritischen Punkten helfen, die Planken in die richtige Form zu bekommen, bevor sie fixiert wurden. Die nötige Kurvatur der Plankengänge wurde durch verschiedene schiffbautechnische Methoden eingehalten. Der Kiel wurde oft durch eine darunter genagelte Bohle verstärkt und vor Beschädigungen beim Hochziehen aufs Land geschützt.
Nachdem der fünfte Plankengang angebracht worden war, begann die dritte Phase des Schiffbaus. Nun wurden die Bodenwrangen eingesetzt, um der Konstruktion Halt zu geben. Bei den Bodenwrangen handelt es sich um gebogene Hölzer, welche mit Holznägeln (z. B. aus Weide) mit dem 2. und dem 4. Plankengang verbunden wurden. Um die anbrandenden Wellen besser abfedern zu können, wurden die Bodenwrangen dabei nicht mit dem Kiel verbunden. So konnten sich Kiel und Spanten bei den elastischen Bewegungen des Schiffes voneinander unabhängig bewegen. In diesem Arbeitsschritt wurde auch das Kielschwein, ein besonders massives Stück Holz zur Unterstützung des Mastes, im Schiffsrumpf eingebaut.
Im vierten Schritt wurde weiter aufgeplankt und die Innenkonstruktion weiter ausgebaut. An der inneren Seite der Planken wurde ein sogenannter Stringer eingefügt, welcher als Auflager für die Biten diente und die Außenhaut zusätzlich stützte. Eine Bite ist ein auf den Bodenwrangen aufliegendes Querholz im Schiffsverbund. Diese Biten wurden mit gekrümmten Hölzern, den Bitenknien, an den Planken befestigt. Nach unten hin wurden die Biten mit Stützhölzern, den Snellen, versehen, um die Konstruktion zu stabilisieren. Die Konstruktion war dabei nicht starr und unbeweglich, sondern leicht und elastisch, da die Biten nicht an die Planken genagelt wurden. Sie wurden vielmehr lose mit ihnen verbunden. Bei älteren Beispielen (Oseberg und Gokstad) wurden sie mithilfe von Seilen festgezurrt. So ließ man bei der Herstellung der Seitenplanken auf der Innenseite dort Knaggen stehen, wo später die Biten aufliegen sollten. Sowohl durch Knaggen, als auch durch Biten wurden Löcher gebohrt. Durch diese wurden dann Schnüre gezogen und festgezurrt. Bei jüngeren Beispielen (z. B. den Skuldelev-Wracks) wurden die Bitenknie in dafür vorgesehene Aussparungen gesteckt und so in Position gehalten.
In der letzten Phase wurden weitere Stringer eingefügt, der Bordgang eingezogen und das Ruder angebracht. Auch Segel, Takelage und die weitere Ausrüstung des Schiffes wurden nun angebracht.
Am Ende wurde die ganze Schiffswand mit einer schützenden Schicht aus Teer, Öl und in manchen Fällen Ocker überzogen. Diese Teerung wurde jeden Herbst wiederholt. In der Sverris saga wird berichtet, dass die Männer König Sverres in der Schlacht bei Fimreite diesen zurückrissen, als er den Steven seines Schiffes anfassen wollte. Denn der Teer war noch nicht trocken. Die Schiffe wurden oberhalb der Wasserlinie oft bemalt. Allerdings ist das Ausmaß der Bemalung nicht sicher rekonstruierbar.
An die dickste Plankenreihe („meginhúfr“) in der Wasserlinie setzten die obersten Teile der Spanten und die Knie an. In den Schiffen von Oseberg und Gokstad ist es die 10. Reihe vom Kiel. Am Steven setzt sich diese Reihe im brandr fort. Die Riemenöffnungen befinden sich im Róðrarhúfr, beim Oseberg-Schiff die oberste Planke, beim Gokstad-Schiff die dritte Planke von oben, die die zweitdickste Planke ist. Die oberste Planke heißt „Rim“, und die oft zu findende Benennung „skjaldrim“ deutet darauf hin, dass an dieser Reihe auch die Schilde aufgehängt wurden, wie dies beim Oseberg-Schiff zu sehen ist. Es waren zwei Schilde pro Ruderloch und sie überlappten sich zur Hälfte. Sie waren oft mit wechselnden Farben bemalt. Das Gokstad-Schiff hatte also 32 Schilde auf jeder Seite, da sich ja zwei Rudermannschaften ablösten. Wenn das Schiff segelte, wurden diese Öffnungen mit runden Scheiben verschlossen, wie sie sich im Hafen von Haithabu gefunden haben. Die Schiffswandung wurde oft durch Eisenbänder oder Eisenklammern verstärkt. An dem Schiffswrack Skuldelev 5 sind solche Schildaufhängungen in Form einer Leiste nachweisbar.
Vom graden Teil der Bordwand zum Steven hinaus wurde eine schön geschnitzte Buchenbohle angesetzt, der „brandr“. Diese brandar waren sehr kostbar. Als die Ribbunge (eine Bürgerkriegspartei in Norwegen) ihre Schiffe nicht retten konnten, hackten sie diese ab und nahmen sie mit. Þórir Skeggjason brachte die brandar seines Knorr über der Haustür an. Sie waren oft vergoldet. Sie scheinen nur bei größeren Schiffen angebracht worden zu sein.

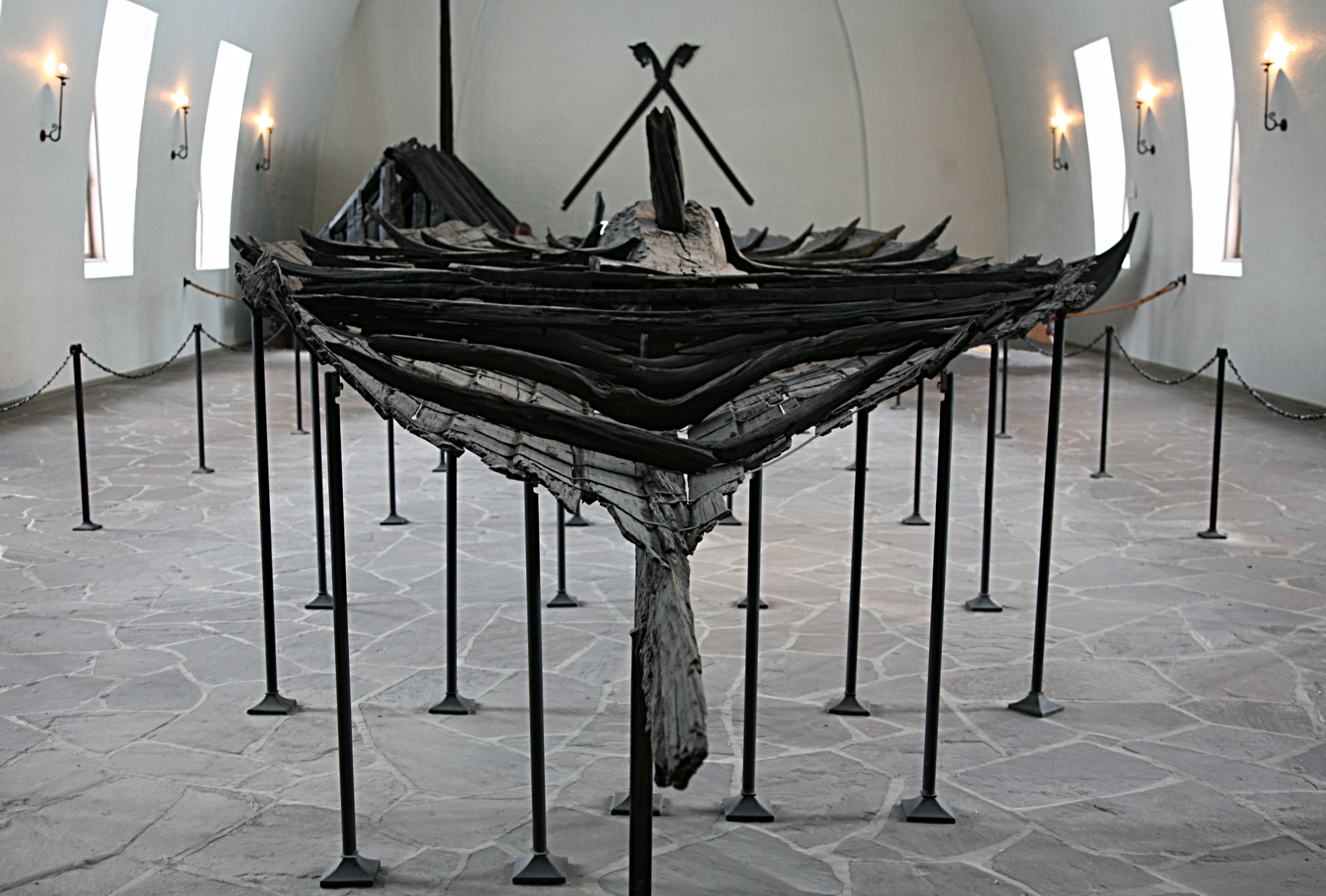
Das Tune-Schiff um das Jahr 900. Foto John Erling Blad

Auf den Decksbalken lagen die Dielen des Decks. Auf großen Fahrzeugen war darunter Stauraum für Ausrüstung, Ladung und persönliche Habe der Mannschaft. Die Handelsschiffe der späten Wikingerzeit hatten kein durchgehendes Deck, sondern in der Mitte einen offenen Lastraum. Dort befanden sich dann Fracht und mitgeführte Tiere, wie z. B. Pferde. Das Vorderdeck war mit dem Hinterdeck durch Gänge an der Bordwand und mittschiffs zum Mast verbunden. Auf dem vorderen und hinteren Teil des Schiffes befand sich noch ein erhöhtes Halbdeck. Das hintere hieß „lypting“ und war der Platz des Schiffsführers. Der Abstand zwischen den Spanten betrug höchstens einen Meter, der Zwischenraum, genannt „Fach“ („rúm“), reichte für jeweils einen Mann mit seinem Riemen. Bei Handelsschiffen waren es nur wenige Riemenpaare, bei Kriegsschiffen war für jedes Fach ein Paar vorgesehen. Feste Sitzeinrichtungen gab es nicht, man nimmt an, dass die Schiffer auf Seekisten saßen, in denen sie ihre Habe verstauten.
Am Vorder- und Hinterteil des Schiffes befanden sich auf jeder Seite ein gegabelter Spant („kraptar“), der über die Schiffswand hinausragte und für die Taue beim Festmachen des Schiffes gedacht war.
Auf dem oben genannten „stál“ saß bei den Kampfschiffen der Drachenkopf, in der Regel sowohl am Bug als auch am Heck. Das galt auch für die zum Kampf benutzten Knorr. Wahrscheinlich war der Vordersteven mit mehreren Drachenköpfen ausgestattet; denn selbst bei einem Schiff, das achtern keinen Drachenkopf hatte, wird der Plural „drekahöfuðum“ (Drachenköpfe) verwendet. Die Drachenköpfe waren allerdings eher selten und offenbar nur dem Heerkönig oder Anführer vorbehalten. Es wurden auch Stier- und Bisonköpfe aufgesetzt. In heidnischer Zeit sind wahrscheinlich auch Götterbilder verwendet worden. Der Kopf war abnehmbar und steckte wahrscheinlich mit einem Zapfen in einem Loch im Steven. Er war in der Regel vergoldet. Über dem Kopf befand sich ein vergoldeter Wetterhahn. Auch er war abnehmbar. Im Kriegsfalle war dort auch das Kriegsbanner angebracht. Von der „Maríusúð“ des Königs Sverrir wird überliefert, dass vorn und hinten Reliquien eingelegt waren. Der bei der Seeschlacht von Svolder siegreiche Jarl Erik hatte am Vordersteven ein Thorsbildnis, das er nach der Schlacht durch ein Kreuz ersetzt haben soll. Diese durchaus zweifelhafte Information zeigt, dass dem Verfasser dieser Begebenheit die magische Bedeutung der Stevenzier bewusst war.

### Schiffsräume
Die Ruderbänke teilten das Schiff in Abteilungen („rúm“) ein, nach deren Zahl und Größe das Schiff klassifiziert wurde. Jeder Ruderbank war ein Deckbalken und ein Spant zugeordnet. Unter Deck entsprach dies einer gleichen Anzahl rúm, die als Aufbewahrungsort oder Schlafstelle benutzt wurden. Jedes rúm zerfiel in zwei halfrými mit je einer halfrýmikista. Das kleinste Langschiff war die þrettánsessa mit 13 rúm, während das Drachenschiff des Königs Knut 60 rúm hatte. In einigen Schlachtenschilderungen werden mit rúm auch Hauptabteilungen des Schiffes bezeichnet. So hatte Ormurin langi in jedem Halbraum acht Mann, im „fyrirrúm“ waren aber 30 Mann. Im Drachenschiff des Königs Håkon Håkonsson lagen in jedem rúm vier Mann, im fyrirrúm werden aber acht Mann namentlich genannt, dazu vier Priester und einige Kleriker und andere Leute. Bei den Langschiffen werden folgende Abteilungen, die wohl durch die Hauptdecksbalken abgegrenzt waren, erwähnt:
- Lypting: Ein erhöhtes Deck am Heck, eine Schanze, wo sich der Häuptling mit seinen Mannen aufhielt und der Rudergast seinen Sitz hatte.
- Fyrirrúm: Der Raum vor diesem erhöhten Deck. Hier stand die Kiste mit den Waffen. Hier hielten sich in der Schlacht die vornehmsten Männer auf. Die Lage ist aber unsicher. Es wird auch diskutiert, dass der Raum bei einigen Schiffen im Vorderschiff gelegen habe und dass es zwei Räume dieser Bezeichnung sowohl im Hinterschiff als auch im Vorderschiff gewesen seien.
- Krapparúm: Der zweite Raum vor der lypting. Es war wohl der größte Raum des Schiffes, in dessen Mitte der Mast stand. Dort hielt sich die gemeine Mannschaft auf. In der Schlacht waren dort auch die Ruderer.

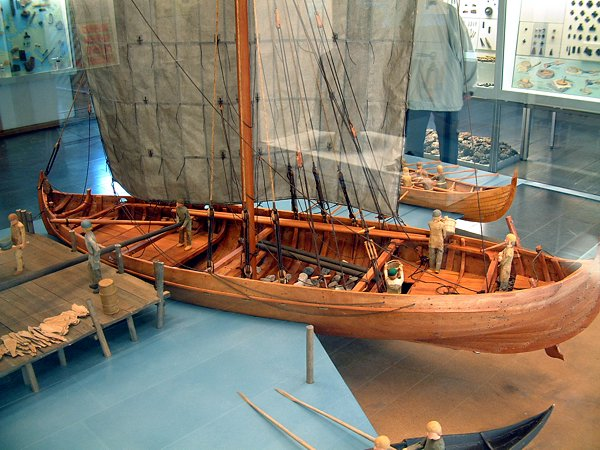
Die Raumaufteilung bei einem Lastschiff.

- Austrrúm: Davon gab es zwei, einen im Vorderschiff und einer achtern. Es waren die Räume, in denen das Lenzen des Schiffes erfolgte. Sie werden beiderseits des krapparúm vermutet. Sie waren wohl ganz klein, da sie nie als Aufenthaltsort genannt werden.
- Stafn: Dies war ein kleiner Platz am Vordersteven, ein etwas erhöhtes Deck, wo sich die stafnbúar aufhielten: Der Ausguck, der Bannerträger und der stallari (Stallmeister).
- Söx: Es handelt sich wohl um eine Art Vorschanze zwischen Austrrúm und Stafn. Bei den Drachenschiffen nannte man diesen Platz rausn.

Kriegsschiffe hatten manchmal eine besondere Verschanzung und sogar ein Kastell.

„En fyrir þá sök að skipið var borðmikið svo sem borg væri en fjöldi manns á og valið hið besta lið, vopnað og sem örugglegast, þá varð skipið ekki auðsótt.“

„Aber da das Schiff oben eine mächtige Verschanzung hatte und ein Kastell und eine Menge Männer an Bord waren und diese eine auserlesene Schar bildeten, bewaffnet und sehr unerschrocken, da war das Schiff nicht leicht zu schwächen.“

Bei den Handelsschiffen gab es diese Einteilung nicht. Da gab es nur den großen Laderaum und einige kleinere Räume vorn und hinten. Das Gleiche gilt für kleinere Boote, die ebenfalls eine vereinfachte Einteilung hatten.

### Steuer

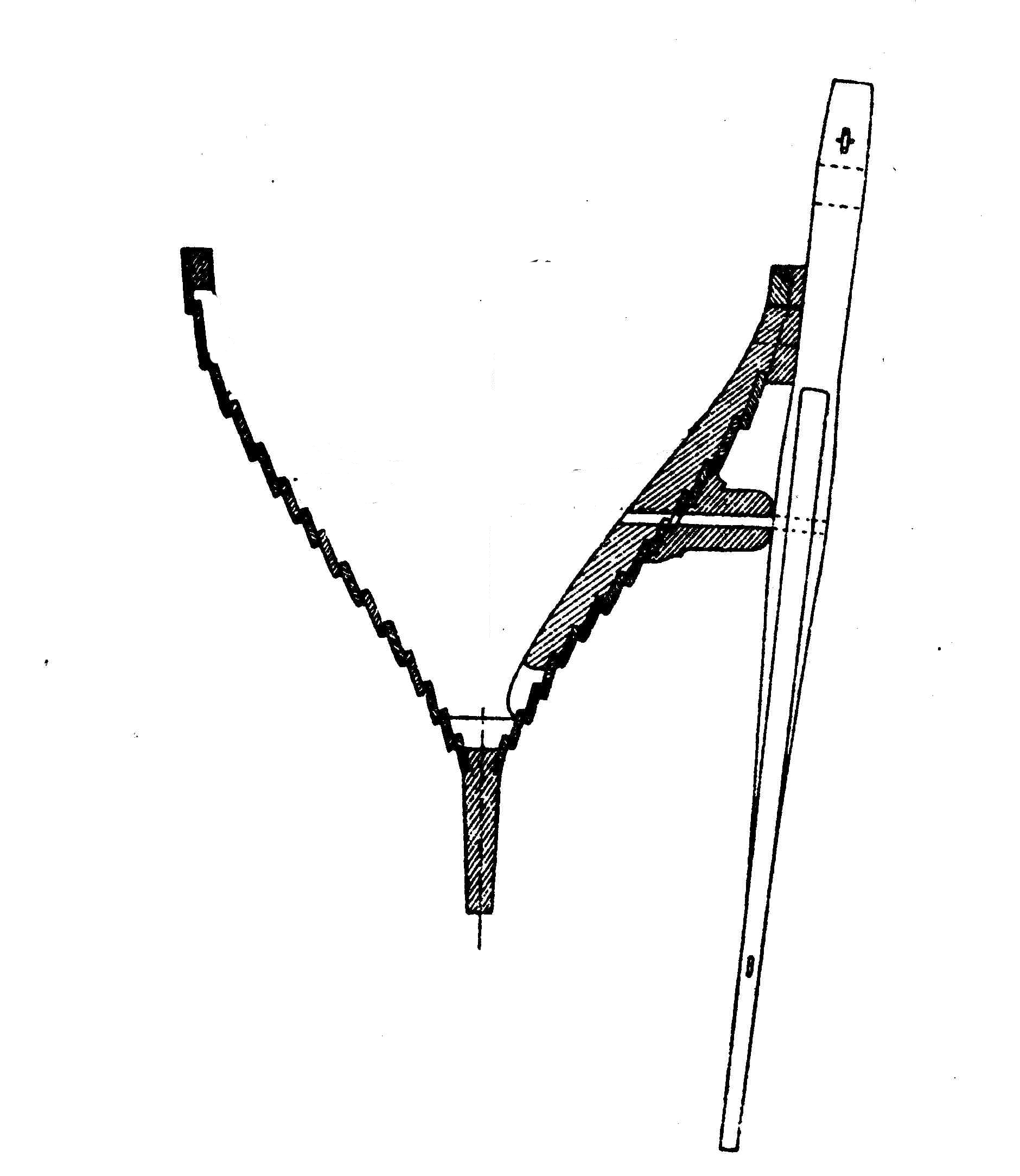
Befestigung des Ruders beim Gokstad-Schiff. Zeichnung Bickel

Das Steuer war an der rechten Seite des Schiffes befestigt, weshalb diese Seite „Steuerbord“ genannt wurde. Der Rudergast saß davor quer zur Schiffsachse mit dem Rücken zur linken Seite des Schiffes, dem „Backbord“. Das erste sichere Beispiel eines Steuerruders am Heck eines Drachenschiffes ist auf dem Siegel der Stadt Bergen vom Jahre 1299 zu sehen. Ein späteres Siegel aus dem Jahre 1329 zeigt aber wieder die frühere Befestigung. Durch das Ruderblatt war ein Loch gebohrt, durch das eine bewegliche Achse (Weidenstrang, Tau) gesteckt war. Diese ging dann durch einen Kegel, der an der Außenwand des Schiffes angebracht war und das Ruderblatt vom Schiffsrumpf abhielt. Anschließend ging die Achse durch eine verdickte Planke und wurde innen an einem Spant befestigt. Oben am Steuerruder befand sich ein viereckiges Loch, durch das die Ruderpinne gesteckt wurde. Manchmal war am Ende der Pinne noch ein Stab rechtwinklig angebracht. Um den Ruderhals war noch ein Seil geschlungen, das durch die Bordwand hindurch innen befestigt war und das Ruder senkrecht im Wasser hielt. Beim Gokstad-Schiff war das Steuer 3,30 m lang und 42 cm breit. Da das Steuer tief unter den Kiel reichte, musste das Seil losgebunden werden, wenn man in flache Gewässer einfuhr beziehungsweise wenn man das Schiff treiben ließ oder vor Anker lag.

## Funde

### Schiffe aus der Zeit der Wikinger
Das Oseberg-Schiff war der dritte bedeutende norwegische Fund eines Schiffsgrabs nach dem Tune-Schiff im Jahr 1867 und dem Gokstad-Schiff 1870. Es ist bis heute der reichste und wichtigste Fund aus der Wikingerzeit. Bedeutende Funde gibt es z. B. auch in Dänemark (Ladbyschiff, Schiffsfriedhof von Skuldelev) und in Deutschland (Haithabu 1).
Siehe Funde von Wikingerschiffen

### Jüngere Schiffe gleicher Bauart
- Gedesby-Schiff – 13. Jahrhundert
- Wrack von Karschau – 12. Jahrhundert
- Galtabäck-Schiff – 12. Jahrhundert